# Friedrich de la Motte-Fouqué (Generalmajor)

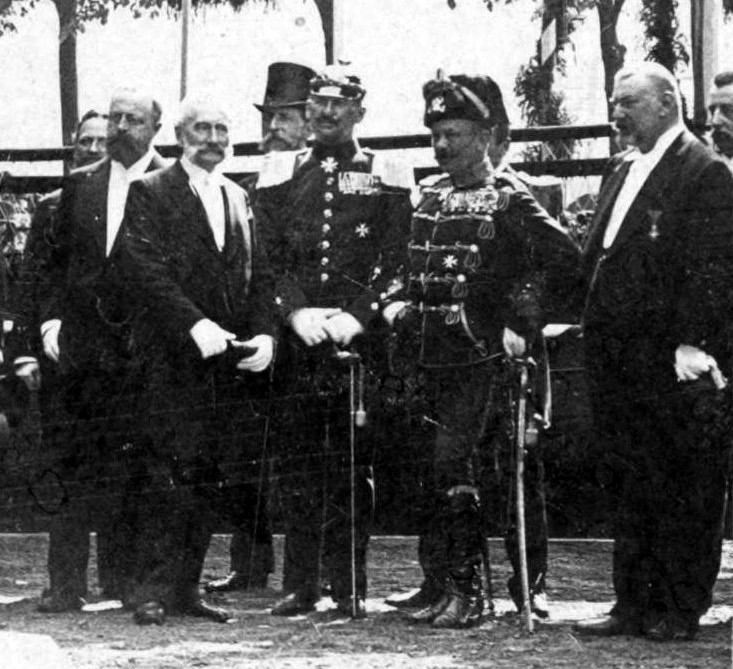
Friedrich de la Motte-Fouqué (Mitte)

Friedrich Wilhelm Waldemar Baron de la Motte-Fouqué (* 29. Januar 1843 in Berlin; † 22. Dezember 1921 in Hannover) war ein preußischer Generalmajor.

## Leben

### Herkunft
Er war der jüngste Sohn des kurz vor seiner Geburt verstorbenen Friedrich de la Motte Fouqué (1777–1843) und dessen Ehefrau Albertine Maria, geborene Tode (* 6. März 1806 in Barth; † 28. Februar 1876 in Hannover). Sein Vater war einer der ersten Deutschen Dichter der Romantik und Major a. D.

### Militärlaufbahn
Mit dem Charakter eines Portepee-Fähnrichs trat de la Motte-Fouqué am 25. April 1861 in das 4. Garde-Regiment zu Fuß der Preußischen Armee in Spandau ein. Das Patent zu diesem Dienstgrad erhielt er am 14. Oktober 1861 und zum Sekondeleutnant wurde er am 11. November 1862 befördert. Im Deutsch-Dänischen Krieg kämpfte er 1864 bei Fredericia und wurde bei Düppel leicht verwundet.
De la Motte-Fouqué war vom 14. Mai bis zum 24. September 1866 zum Landwehr-Regiment des 1. Garde-Regiments zu Fuß abkommandiert. Mit diesem kämpfte er im Deutschen Krieg 1866 bei Münchengrätz und in der Schlacht bei Königgrätz.
Vom 1. Oktober 1867 bis zum 15. Juli 1870 absolvierte de la Motte-Fouqué die Kriegsakademie. In der Zwischenzeit wurde er unter Beförderung zum Premierleutnant am 12. April 1870 in das 3. Garde-Regiment zu Fuß nach Hannover versetzt. Im Deutsch-Französischen Krieg nahm er an der Belagerung von Paris, den Schlachten von St. Privat, Sedan und Le Bourget, sowie bei den Gefechten bei Pont Iblon (30. November und 23. Dezember 1870) und Dungy teil. Für sein Wirken wurde er mit dem Eisernen Kreuz II. Klasse ausgezeichnet.
Mit seiner Beförderung zum Hauptmann am 15. Januar 1874 wurde de la Motte-Fouqué zum Kompaniechef ernannt. Unter Stellung à la suite des Regiments wurde er am 23. Dezember 1880 Lehrer an der Kriegsschule Hannover. In das Ostpreußische Füsilier-Regiment Nr. 33 in Königsberg am 12. Januar 1884 versetzt, wurde er als Major diesem am 11. März 1886 aggregiert, am 15. Januar 1887 einrangiert und am 22. März 1887 zum Bataillonskommandeur ernannt. Am 22. Mai 1889 in das Infanterie-Regiment „Graf Bülow von Dennewitz“ (6. Westfälisches) Nr. 55 versetzt, wurde de la Motte-Fouqué mit seiner Beförderung zum Oberstleutnant in das Infanterie-Regiment Nr. 130 nach Metz versetzt.
Mit seiner Beförderung zum Oberst wurde de la Motte-Fouqué zum Kommandeur des 2. Hanseatischen Infanterie-Regiments in Hamburg und Lübeck ernannt. In dieser Eigenschaft war er am 31. Mai 1895 zur Grundsteinlegung des Elbe-Trave-Kanals mit anderen in Lübeck. Nach den Schlägen mit dem silbernen Hammer durch den Generalstabschef, Oberst Maximilian von Prittwitz und Gaffron, schlug in der Zeremonie der Baron gefolgt von dem Regierungspräsidenten, Gustav Zimmermann, den Granitstein. Ab dem 1. April 1897 wurde das III. Bataillon des Regiments aus den beiden Halb-Bataillonen des 76er und des 1. Hanseatischen Infanterie-Regiments aus Bremen gebildet. Das lübeckische Bataillon wurde abgetreten und bildete zusammen mit den Halb-Bataillonen der Großherzoglich Mecklenburgischen Infanterie-Brigade von nun an das dortige 3. Hanseatische Infanterie-Regiment.
Unter Beförderung zum Generalmajor erfolgte am 20. Juli 1897 seine Ernennung zum Kommandeur der in Kassel stationierten 43. Infanterie-Brigade. Im November 1897 erhielt Motte-Fouqué die Erlaubnis zur Annahme des Großoffizierskreuzes des Ritterordens der Hl. Mauritius und Lazarus. In Genehmigung seines Abschiedsgesuches wurde er am 20. Juli 1898 mit Pension zur Disposition gestellt. Anlässlich seiner Verabschiedung verlieh ihm Wilhelm II. den Roten Adlerorden II. Klasse mit Eichenlaub und Schwertern am Ringe. Seinen Lebensabend verbrachte er in Hannover.

## Weitere Auszeichnungen
- Kronen-Orden III. Klasse[3]
- Bayerischer Militärverdienstorden II. Klasse[3]
- Komtur I. Klasse des Herzoglich Sachsen-Ernestinischen Hausordens[3]
- Orden der Eisernen Krone II. Klasse[3]
- Russischer Orden der Heiligen Anna III. Klasse mit Schwertern[3]